# Championnats du monde de cross-country 1973
Navigation
Édition suivante
Les 1ers Championnats du monde de cross-country IAAF  se sont déroulés le 17 mars 1973 à Waregem en Belgique.

## Faits marquants
Il s'agit de la première édition des championnats du monde de cross-country, qui remplacent le Cross des nations. Deux cent quatre-vingt-cinq athlètes représentant vingt-et-un pays participent à cette compétition,.
Chez les hommes, la victoire revient au Finlandais Pekka Päivärinta, un dixième de seconde devant l'Espagnol Mariano Haro  qui avait déjà terminé 2e lors de la dernière édition du Cross des nations. Le Néo-zélandais Rod Dixon, déjà 3e sur 1 500 mètres aux Jeux olympiques l'année précédente, s'adjuge une nouvelle fois le bronze. Par équipes, la Belgique s'impose grâce notamment aux 5e et 8e places de Willy Polleunis et Gaston Roelants.
Chez les femmes, l'Italienne Paola Pigni s'impose en individuel, tandis que les Anglaises remportent l'épreuve par équipes.
Lors de l'épreuve junior hommes, l'Écossais  Jim Brown et l'équipe d'Espagne remportent le titre.

## Résultats

### Cross hommes (12 km)

#### Individuel
| Rang               | Athlète          | Temps       |
| ------------------ | ---------------- | ----------- |
| Médaille d'or      | Pekka Päivärinta | 35 min 47 s |
| Médaille d'argent  | Mariano Haro     | 35 min 47 s |
| Médaille de bronze | Rod Dixon        | 36 min 00 s |
| 4                  | Tapio Kantanen   | 36 min 05 s |
| 5                  | Willy Polleunis  | 36 min 05 s |
| 6                  | Roger Clark      | 36 min 08 s |
| 7                  | Juan Hidalgo     | 36 min 12 s |
| 8                  | Gaston Roelants  | 36 min 13 s |

#### Équipes
| Rang               | Athlètes | Points  |
| ------------------ | --- | ------- |
| Médaille d'or      | Belgique Willy Polleunis (5e) Gaston Roelants (8e) Erik De Beck (18e) Erik Gijselinck (19e) Karel Lismont (28e) Marc Smet (31e)                          | 109 pts |
| Médaille d'argent  | Union soviétique Nikolay Sviridov (9e) Pavel Andreyev (17e) Nikolay Puklakov (21e) Boris Olyanitskiy (22e) Valentin Zotov (23e) Vladimir Merkushin (27e) | 119 pts |
| Médaille de bronze | Nouvelle-Zélande Rod Dixon (3e) Dick Tayler (12e) Bryan Rose (14e) Euan Robertson (15e) Eddie Gray (38e) Nathan Healey (54e)                             | 136 pts |

### Cross femmes (4 km)

#### Individuel
| Rang               | Athlète              | Temps       |
| ------------------ | -------------------- | ----------- |
| Médaille d'or      | Paola Pigni          | 13 min 46 s |
| Médaille d'argent  | Joyce Smith          | 13 min 58 s |
| Médaille de bronze | Joske Van Santberghe | 14 min 01 s |
| 4                  | Rita Ridley          | 14 min 02 s |
| 5                  | Sinikka Tyynelä      | 14 min 09 s |
| 6                  | Jean Lochhead        | 14 min 12 s |
| 7                  | Marijke Moser        | 14 min 13 s |
| 8                  | Irja Pettinen        | 14 min 14 s |

#### Équipes
| Rang               | Athlètes                                                                                   | Points |
| ------------------ | ------------------------------------------------------------------------------------------ | ------ |
| Médaille d'or      | Angleterre Joyce Smith (2e) Rita Ridley (4e) Penny Yule (14e) Carol Gould (20e)            | 40 pts |
| Médaille d'argent  | Finlande Sinikka Tyynelä (5e) Irja Pettinen (8e) Nina Holmén (10e) Aila Koivistoinen (50e) | 73 pts |
| Médaille de bronze | États-Unis Doris Brown (15e) Francie Larrieu (16e) Vicki Foltz (29e) Caroline Walker (30e) | 90 pts |

### Cross junior hommes (7 km)

#### Individuel
| Rang               | Athlète            | Temps       |
| ------------------ | ------------------ | ----------- |
| Médaille d'or      | Jim Brown          | 20 min 53 s |
| Médaille d'argent  | José Haro Cisneros | 21 min 01 s |
| Médaille de bronze | Léon Schots        | 21 min 08 s |

#### Équipes
| Rang               | Athlètes                                                                  | Points |
| ------------------ | ------------------------------------------------------------------------- | ------ |
| Médaille d'or      | Espagne José Haro Cisneros (2e) José Luis Ruiz (7e) Fernando Cerrada (9e) | 18 pts |
| Médaille d'argent  | Italie Franco Fava (4e) Aldo Tomasini (5e) Luca Bigatello (13e)           | 22 pts |
| Médaille de bronze | Angleterre Dennis Coates (6e) Barry Smith (8e) Tony Staynings (10e)       | 24 pts |